# 寺坂研人
寺坂 研人（てらさか けんと、9月23日 - ）は、日本の漫画家。

## 来歴
2014年、第89回JUMPトレジャー新人漫画賞（審査員：古舘春一）にて『そばのせんす』が佳作とグランドトレジャー賞を受賞し、『少年ジャンプNEXT!!』（集英社）2015 vol.2に掲載。同作でデビューを果たす。
ラグビーを描いた『RINGO』を『ジャンプGIGA』（同社）で2016 vol.1から2016 vol.4まで連載。同作が初の連載作品である。
ラグビーを描いた『ビーストチルドレン』を『週刊少年ジャンプ』（同社）2019年26号から2020年1号まで連載。同作が初の週刊連載作品となる。
『グリーングリーングリーンズ』を同誌2023年52号から2024年28号まで連載。

## 人物
ラグビー経験があり、ポジションはロック(LO)だった。
好きな漫画に尾田栄一郎の『ONE PIECE』、藤田和日郎の『からくりサーカス』などを挙げている。

## 作品リスト

### 連載
- RINGO（『ジャンプGIGA』2016 vol.1[6] - 2016 vol.4[7]） - 初の連載作品[6]。
- ビーストチルドレン（『週刊少年ジャンプ』2019年26号[8] - 2020年1号[9]） - 初の週刊連載作品[8]。
- グリーングリーングリーンズ（『週刊少年ジャンプ』2023年52号[10] - 2024年28号[12]）

### 読み切り
- そばのせんす（『少年ジャンプNEXT!!』2015 vol.2[13]） - 第89回JUMPトレジャー新人漫画賞佳作・グランドトレジャー賞作品[5]、デビュー作[1]。
- リンゴ。（『少年ジャンプNEXT!!』2015 vol.6[14]）
- アイムアーム（『ジャンプGIGA』2020 AUTUMN[15]）
- ゲイン（『週刊少年ジャンプ』2022年7号[16]）
- 左甚五郎（作画：爽穂詩三駈（『ジャンプGIGA』2025 WINTER[17]） - 原作担当[17]。

### 書籍
- 『ビーストチルドレン』、集英社〈ジャンプ・コミックス〉2019年 - 2020年、全3巻
- 『グリーングリーングリーンズ』、集英社〈ジャンプ・コミックス〉、全3巻
  1. 2024年5月2日発売[18][19]、ISBN 978-4-08-884104-5
  2. 2024年7月4日発売[20]、ISBN 978-4-08-884125-0
  3. 2024年9月4日発売[21]、ISBN 978-4-08-884167-0

## 関連人物
師匠
- 藤巻忠俊